# Производство кофе на Ямайке
Производство кофе на Ямайке началось с 1728 года, когда губернатор сэр Николас Лоус организовал его недалеко от Кастлтона, к северу от Кингстона.
Большая часть кофе, выращенного на острове, является производным бразильского сорта, известного как Coffea arabica Typica, составляющего 70 % урожая, в то время как другие выращиваемые сорта представляют собой гибридные сорта катурры, гейши и другие. Кофе, выращиваемый в регионе Блу-Маунтинс, известен как Jamaican Blue Mountain Coffee, имеет очень высокое качество, аромат и сладкий вкус и в основном экспортируется. Кофе выращивается на высоте 15-1603 метров (49-5259 футов), с количеством осадков, варьирующимся от 125 сантиметров (49 дюймов) до более чем 700 сантиметров (280 дюймов). Методы земледелия специально ориентированы на продукцию высокого качества с оптимальной кислотностью.

## Регулирование
Министерство сельского хозяйства и подчиненное ему Управление по сельскохозяйственным товарам Ямайки (ранее Совет по кофейной промышленности) отвечают за всю деятельность кофейного сектора. Компания по развитию кофейной промышленности (CIDCO) (была создана Советом по кофейной промышленности) берет на себя прямую ответственность за производство кофе, а также за оказание помощи фермерам, владеющим 1 гектаром (2,5 акров) или более земли, выделенной для этой культуры.
Закон о регулировании кофейной промышленности определяет, какой кофе может использовать этикетку Blue Mountain, а также ограничивает использование торговой марки Blue Mountain производством, разрешенным Управлением по сельскохозяйственным товарам Ямайки. В широком смысле, кофе, собранный в округах Сент-Эндрю, Сент-Томас, Портленд и Сент-Мэри, может считаться кофе Blue Mountain.

## Производство и экспорт
Согласно статистическим данным ФАО за 2013 год, производство кофе на Ямайке составило 6 984 тонны, что составляет около 0,1 % мирового производства. Кофе выращивался на площади 8 000 гектаров (20 000 акров). За период с 1981 по 2013 год самый низкий урожай составил 958 тонн в 1979 году, а самый высокий — 15 117 тонн в 2007.
Поскольку производство кофе является трудоемким, оно обеспечивает занятость значительной части сельского и городского населения страны на этапах производства, переработки и продажи. Большая часть кофе идет на экспорт, и спрос превышает производство. Более 80 процентов производства Jamaican Blue Mountain Coffee экспортируется в Японию. В 2005 году наблюдался его дефицит из-за уничтожения урожая в результате урагана Иван в конце 2004 года.